# Adolf Filter
Adolf Filter is een Zweedse newwaveband die synthpop en cold wave combineert. De groep wordt wel vergeleken met het vroege werk van Front 242 en zingt Engelse en Zweedse teksten.
De band werd opgericht in 2004. De leden Daniel Svraka en Conny Klenze maakten al muziek sinds 1986. In 2007 bracht het Nederlandse platenlabel Enfant Terrible de 7 inch The other Hand on the Knob uit met vier nummers. Een nummer verscheen in 2008 op Enfant Terribles verzamelalbum Festival Der Genialen Dissidenten. Samen met de Zweedse groepen Kord en Monster Apparat trad de groep op 27 februari 2010 op in Gifgrond in Tilburg. Bij het concert werden 100 cassettes weggegeven met zes niet eerder uitgebrachte nummers van de drie bands. In 2011 bracht Enfant Terrible het mini-album Svensk Bonnasynth uit, eveneens met zes nummers van deze drie bands.